# Cabernet sauvignon
A cabernet sauvignon (fonetikusan: ka.bɛʁ.nɛ so.vi.ɲɔ̃) a világ egyik legismertebb és legnagyobb területen termesztett kékszőlőfajtája. Népszerűségét jól mutatja, hogy a világ borvidékeinek nagy részén jelen van, az összes jelentős bortermelő országban készítenek belőle bort. Ismertségét a klasszikus bordeaux-i házasítások népszerűségének köszönheti, amelyekben a cabernet sauvignon mellett nagyrészt a cabernet franc és a merlot szőlőfajták borai vannak jelen. A szőlőfajta a Franciaországban található Bordeaux borvidékről kiindulva megtalálta helyét az Újvilágban, például a kaliforniai Napa-völgyben, az ausztráliai Coonawarra régióban és a chilei Maipo völgyben. A 20. század legnagyobb részében világviszonylatban a legnagyobb területen telepített szőlőfajta, amíg a merlot fajta telepítései meg nem haladták területét az 1990-es évek elején (lásd francia paradoxon).
A vezető szerep ellenére a cabernet sauvignon egy relatíve új szőlőfajta, a szintén bordeaux-i cabernet franc és a sauvignon blanc szőlőfajták vad kereszteződésével jött létre, első említése a 17. századra teszi Délnyugat-Franciaországba. A fajta népszerűsége részben a termesztés egyszerűségének – a vastag héj ellenállóvá teszi a rothadásnak, a kemény fás részek pedig jól tűrik a fagyot –, részben pedig a belőle készült bor jó struktúrájának és jól felismerhető karakterének köszönhető. A cabernet sauvignon név napjainkban már nem csak egy szőlőfajta és a belőle készült bor megnevezése, hanem valóságos „brand” vált belőle, amely magát adja el, bármilyen borvidékről is származzon.

## Eredete és történelme
A cabernet sauvignon szőlőfajta Délnyugat-Franciaországból származik, elsőként a 17. században említik írásos források. Kialakulása a szintén Délnyugat-Franciaországban honos cabernet franc és sauvignon blanc szőlőfajták vadon történő beporzásának eredménye. Neve is erre utal: a francia „sauvage” szó jelentése 'vad', azaz a szőlőfajta neve „vad cabernet”. Az eredetet a Kaliforniai Egyetem Davis Szőlészeti és Borászati Tanszékének kutatói DNS vizsgálatokkal igazolták 1997-ben.

### Leszármazottjai és klónjai
A cabernet sauvignonnak létezik néhány kevéssé ismert leszármazottja és klónja.
A cabernet sauvignon és a francia grenache szőlőfajták keresztezéséből keletkezett a marselan (1961), amely közepes testű, gyümölcsös vörösbort ad, Délnyugat-Franciaországban termesztik. 1977-ben az ausztrál Cleggett Wines birtokon egy bronzszínű mutációt fedeztek fel, amelyet kiszelektáltak és elkülönítettek, majd malian néven regisztráltak, de bronze cabernet néven is ismert. 1991-ben ugyanezen a birtokon az egyik malian tőke teljesen fehér színű gyümölcsöt hozott, ezt a mutációt is szelektálták, majd shalistin néven regisztrálták, gyakran „white cabernet” névvel is utalnak rá. A cabernet sauvignon további keresztezései a ruby cabernet, amely a szintén délfrancia carignan szőlőfajtával való mesterséges keresztezés útján jött léte Kaliforniában, valamint a cabernet santory, amely a black queen fajtával való keresztezése (Japán). A cabernet severny fagytűrő hibridet Oroszországban hozták létre többszörös keresztezés útján.

## Tulajdonságai
A cabernet sauvignon fajta közepesen vízigényes, a meleg klímát szereti. Fürtje közepesen tömött, hosszúkás. Bogyói aprók, magja nagy, a mag-hús aránya átlagosan 1:12, amely a szőlőfajták között kiemelkedően magasnak számít. A bogyóhéj vastag és színanyagban gazdag. A bogyó csersavtartalma – elsősorban a magnak, másodsorban a héjnak köszönhetően – magas. A cabernet sauvignon későn virágzik és későn érik. Magas csersavtartalma miatt kiemelten fontos, hogy a gyümölcsöt a teljes fiziológiai érettség állapotában szedjék, máskülönben rendkívül kellemetlen, éles, szárító érzetű bort ad. A lisztharmatra érzékeny, a vastag héjnak köszönhetően ellenáll a rothadásnak.
A tőke növekedési képessége magas, ezért gyakran alacsony növekedésű gyökértörzsre oltják, illetve szegényes talajba telepítik. Fás részei kemények, ami a faggyal szemben ellenállóvá, valamint gépi szüretre alkalmassá teszi. Talajigény szempontjából jól alkalmazkodik, de igazán kiváló minőségű gyümölcsöt jó vízelvezetésű, kavicsos, úgynevezett „gravel” talajon ad. A talaj agyag- és mészkőtartalma lassíthatja az gyümölcs érését.

## Borkészítés
A cabernet sauvignon cefréjét általában hosszan héjon tartják és macerálják (szín és csersavkioldás) és magas hőmérsékleten erjesztik (26–28 °C). A bor remekül ászkolható, gyakran hosszan érlelik új kis fahordóban (225L). A bor hosszan érlelhető, karakterét a gyümölcsön túl az erjedés, az alkohol és a fa aromái határozzák meg.
A cabernet sauvignon tipikus partnerei házasításokban a merlot, a cabernet franc, a malbec, a syrah, a sangiovese és a tempranillo. A cabernet sauvignon bora önmagában gyakran „kemény”, ezért kerülnek a házasításba más, a jobb egyensúlyt lehetővé tevő borok. Olyan házasításokban, ahol más szőlőfajta bora dominál a cabernet sauvignon szerepe általában a test és csersavtartalom növelése.
Vörösborkészítésen túl a cabernet sauvignon gyümölcsös, általában hidegen erjesztett rosé bor alapanyagául is szolgálhat.

### Borának jellemzői
A cabernet sauvignon borában közepesen kifejezett primer gyümölcsaromákat találunk, gyakran fekete ribizlire (cassis) és egyéb fekete bogyós gyümölcsökre emlékeztet. Érleléssel egyéb szekunder aromák fejlődhetnek ki a borban, mint például az eukaliptusz, menta, cédrus és dohány. A hideg klímán termesztett cabernet sauvignon borának illatán gyakran úrrá lesz a vörösbornál kellemetlen herbásság (gyógynövényesség), paprika és zöldpaprika. Ez utóbbi a metoxipirazin vegyületnek köszönhető, amelyre az ember orra rendkívül érzékeny. Forró klímán a gyümölcs túlérett, lekváros, esetleg főtt gyümölcsös aromákat vihet a borba.
A cabernet sauvignon bora általában nagy testű, közepes-magas alkoholtartalmú, magas csersavtartalommal és közepes-magas savtartalommal rendelkezik. A csersavtartalomnak, a savnak és a magas antioxidáns tartalomnak köszönhetően hosszan érlelhető, gyakran évtizedekig fejlődik a palackban. A magas csersavtartalom miatt a legjobb minőségű borokat érdemes akár 4–8 évig is érlelni fogyasztás előtt.
A magas antioxidáns-szint miatt mértékletes fogyasztása jó hatást gyakorolhat az egészségre.

## Borvidékek
A cabernet sauvignon ültetvények világszerte mintegy 260 000 hektár területet tesznek ki. A leghíresebb termőterületek Franciaországban (Bordeaux), Olaszország (Toszkána), Amerikai Egyesült Államokban (Napa-völgy), Ausztráliában (Coonawarra) vannak, de szép borokat találunk Chilében, Dél-Afrikában és Új-Zélandon is.

### Franciaország
Franciaországban összességében kb. 58 000 ha cabernet sauvignon ültetvény van, amelynek mintegy 60%-a Bordeaux borvidékén található meg. A fajta kb. 13 000 ha területen ültetett Languedoc-Roussillon régióban, valamint Provence-ban is találkozhatunk vele. A déli területek szárazsága azonban a tenyészidőszak bizonyos időszakában gondot jelenthet a szőlőfajta számára, ezért öntözésre lehet szükség.

### Bordeaux
A cabernet sauvignon leghíresebb és legdrágább borai a bordeaux-i borvidékről kerülnek ki. Az un. „bal part” ad otthon a világ leghíresebb cabernet sauvignon termőhelyeinek: Saint-Estéphe, Pauillac, Saint-Julien, Margaux (Haut-Médoc alrégióban), valamint Pessac-Léognan (Grave alrégióban). A rendkívül jó vízelvezetéssel megáldott kavicsos talajról testes, mély és gazdag borok származnak. A magas és gyakran szárító csersavtartalom miatt az innen származó borokat jó ha 8–10 évnél korábban nem nyitjuk ki, sokszor akár 40 év múltán is jól fogyaszthatóak. Az bal part borai tipikusan kb. 70% cabernet sauvignon, 15% merlot és 15% cabernet franc bort tartalmaznak. A legjobb minőségű borok érlelése általában új francia tölgyfahordóban történik 6–20 hónap időtartamig.

### Toszkána
A cabernet sauvignon fajtát Toszkánába az 1970-es években hozták be bordeaux-i birtokokról. Az akkoriban alacsony minőségű chianti borok mellett néhány termelő megpróbált bordeaux-i mintára házasítani cabernet sauvignon-t, merlot-t és cabernet franc vagy a cabernet sauvignon borához helyi fajták (például sangiovese) borát adták. Az ilyen mintára elkészített borok hamarosan nagy karriert futottak be és bekerültek a világ presztízsborainak sorába. Ezekre a borokra gyakran szupertoszkán néven utalnak.
A szupertoszkánok nagy testű, magas alkohol és magas és érett csersavtartalommal rendelkező, gazdag borok. Általában új kisfahordóban érlelődnek, így magukon viselik az ebből adódó vaníliás, édesfűszeres és kakaós/kávés jegyeket.

### Amerikai Egyesült Államok
Az USA-ban a legjobb cabernet sauvignon borokat Kaliforniában, a Napa-völgyben, illetve Sonomában állítják elő. Ezek mind minőségben, mind pedig árban felveszik a versenyt a bordeaux-i presztízsborokkal. Kalifornia éghajlatát az óceán közelsége befolyásolja, az igazán jó cabernet sauvignon borokat adó területek klímája meleg, száraz, hasonló a dél-mediterrán régió időjárásához. Napa és Sonoma völgyek időjárását a szárazföld belsejének felmelegedésével az óceán felől a völgybe beszívott párás légtömegek temperálják. A klasszikus kaliforniai cabernet sauvignon nagy testű, magas alkohol- és csersavtartalommal rendelkezik, gyümölcsös, sokszor lekváros és gyakran jelentős hordós aromákkal rendelkezik, amelyet francia és amerikai tölgyfából készült hordók határoznak meg.
Természetesen az USA más részein is termesztik a cabernet sauvignont. A legjobbak Washington, New York és Virginia államokból, valamint újabban Texas államból kerülnek a fogyasztók asztalára.

### Magyarország
Magyarországon cabernet sauvignon borokkal a Villány–Siklósi borvidéken és Szekszárdi borvidéken találkozunk, de a fajta megtalálható Egerben, a dél-balatoni régióban és Hajós-Baja borvidéken is.
Meg kell jegyezni, hogy mivel hazánk a szőlőtermesztés északi határán fekszik, klímája közel sem ideális a cabernet sauvignon termesztéséhez. A szocializmus időszakában, majd a 90-es évek telepítési hullámai közepette ezt sajnos figyelmen kívül hagyták, így számos esetben találkozunk éretlen, szárító, kesernyés és paprikás érzetű cabernet sauvignon borral. Az ilyen borokat hiába érleljük, az idő nem segít rajtuk.
Déli borvidékeink azonban alkalmasak szép fajtaborok előállításához, kiemelkedő példákat a Villányi és Szekszárdi borvidékről találunk. Ezek a borok – külföldi társaikhoz hasonlóan – gyakran nagy testűek, magas alkohol és csersavtartalommal rendelkeznek és általában új kis fahordós érlelést kapnak, és hosszan érlelhetőek palackban.

## Ételajánlat
A testes, magas csersavtartalmú bor kiválóan fogyasztható sült marhahúsokhoz, vadpörkölthöz, máj- és húspástétomokhoz, kemény és kék penészes sajtokhoz.